# Claudia Andreatti
Claudia Andreatti (ur. 29 marca 1987 w Pergine Valsugana) – Miss Włoch w 2006 roku, pierwsza zdobywczyni tego tytułu pochodząca z Trydentu.
Zanim zdobyła tytuł Miss Włoch spędziła rok w Teksasie, ucząc się języka angielskiego.